# Stanley L. Jaki
 Stanley L. Jaki (Gyor, Hongria, 17 d'agost de 1924 - Madrid, Espanya, 7 d'abril de 2009) va ser un sacerdot hongarès, membre de l'orde benedictí, especialitzat en la història i filosofia de la ciència.
Doctor en teologia i física i membre honorari de l'Acadèmia Pontifícia de les Ciències. Va rebre el premi  LeCompte du Noüy  de 1970 i el premi Templeton de 1987, entre d'altres. Va ser professor distingit de física a la Universitat Seton Hall, una universitat catòlica, a South Orange, Nova Jersey, des de 1975. Va ocupar plaça de professor o investigador convidat a Princeton, Stanford, Oxford i altres institucions universitàries de prestigi.
Es va doctorar en física, ja als EUA, el 1957 amb el Premi Nobel Victor Hess.
La primera gran obra que li va donar renom mundial va ser  The Relevance of Physics  (1966, University of Chicago Press), de la qual la revista  American Scientist  va dir que: "L'aparició d'aquest llibre és un esdeveniment de no poca importància ... el llibre de Jaki hauria de ser llegit per tots els científics, estudiants i professors "(W. Heitler). En aquesta obra fa un exhaustiu anàlisi històrica dels mètodes de la Física i de les seves interaccions amb la Biologia, l'Ètica, la Teologia i la cultura en general.
Va rebre el premi internacional "Lecomte de Noüy" (1970) pel seu llibre  Brain, Mind and Computers .
El Dr Jaki pronunciar les prestigioses Gifford Lectures a la Universitat d'Edimburg El 1974-75 i 1975-76. Les conferències es van publicar amb el títol  The Road of Science and the Ways of God .
Convidat el 1977 a donar les lliçons Fremantle a Oxford, després les va publicar en un altre llibre:  The Origin of Science and the Science of its Origins .

## Tesis
Va continuar i va ampliar els treballs de Pierre Duhem sobre el naixement de la ciència moderna i les seves relacions amb la religió.
Jaki afirmava que en les grans cultures de l'antiguitat (Babilònia, Egipte, Grècia, Roma, Índia, Xina, etc.), La ciència experimental no va trobar un terreny propici. Més aviat, els escassos intents de naixement van acabar en successius avortaments. Un factor determinant va ser que, en aquestes cultures, es representava la natura com a sotmesa a unes divinitats capritxoses, o es pensava en ella de manera panteista. Jaki examinava aquests problemes des del punt de vista històric i concloïa que el naixement de la ciència moderna només va ser possible en l'Europa cristiana, quan es va arribar a donar el que cridava l' matriu cultural cristiana .
Era conegut també per haver defensat que el teorema de Gödel és aplicable a les teories deterministes del tot, que haurien de triar entre ser completes o internament consistents.
Ha estat citat sovint pels creacionistes, encara que les seves posicions no diferien en aquest tema en l'essencial de les de l'Església catòlica, molt allunyades del literalisme bíblic que el creacionisme dels protestants fonamentalistes presa com a punt de partida.

## Crítiques
Els escrits de Jaki sobre història de la ciència van aparèixer llastats per una posició obertament apologètica. El mètode apologètic de Jaki superposa un accent científic a un enfocament doctrinal, amb un mètode molt diferent dels de Teilhard de Chardin o Alfred North Whitehead. L'estil de Jaki era bel·licós, i es mostrava sarcàstic amb els que no compartien els seus punts de vista i no passaven sedàs de la seva ortodòxia tomista. tractava d'oportunistes als historiadors de la ciència professionals i desqualificava, encara que obliquament, als seus crítics, sobre la base que el seu cor està endurit pel pecat original i les seves ments tancades a les abundants proves de la veritat del teisme cristià: «No hi ha una mica de pecaminós en què l'intel·lecte humà escolliu veure certes coses i certament no altres?»
D'altra banda, com a historiador de la ciència, se li retreu que demostrava major interès a jutjar críticament les postures que a fonamentar les seves tesis en la reconstrucció dels fets, en contra del que reclamava, dedicant-se més que res a criticar les «ments esgarriades», com Bacon, Descartes, Hume, Kant, els idealistes alemanys, Comte, Mach, ... Especialment desacreditada a Darwin, a qui qualificava de mal informat perquè no creu en Déu. Segons RL Numbers, no és inadequat aplicar a Jaki el que ell diu de Mach: «Un historiador de la ciència més o menys informat, però sempre tendenciós.» Amb relació a les fonts sobre les relacions entre el catolicisme i la ciència al segle xvii, WB Answorth diu que les diverses obres de Jaki, com  Ciència i creació , són «erudites, informades, però tan esbiaixades que resulten inútils.»

## Mort
Va morir el 7 d'abril de 2009 a Madrid a causa d'una cardiopatia. Era a Espanya, en el seu camí de tornada als Estats Units, després d'impartir diverses conferències a Roma.

## Obres editades a Espanya
- Stanley L. Jaki. Física i religió en perspectiva.  Ediciones Rialp, 1.990. ISBN 978-84-321-2790-8.[Enllaç no actiu]
- Fonaments ètics de la bioètica i altres assaigs  (2006), Associació Espanyola Ciència i Cultura, ISBN 978-84-934675-6-2
- Three lectures on physics and the universe  (2005), Associació Espanyola Ciència i Cultura, ISBN 978-84-933131-6-6
- Medieval Christianity: its inventiveness in science and technology  (2005), Associació Espanyola Ciència i Cultura, ISBN 978-84-933131-5-9
- Ciència, teologia i Torres Bessones: qüestions candents sobre islam i cristianisme  (2004), Veu de Paper, ISBN 978-84-96471-06-1
- La ciència i la fe: Pierre Duhem  (1996), Trobada Ediciones, SA ISBN 978-84-7490-401-7
- Ciència, fe, cultura  (1990), Ediciones Palabra, SA ISBN 978-84-7118-701-7
- Ciència i creació: Des dels cicles eterns fins a un univers oscil lant  (1974), Publicacions de Ciència i Història (Science History Publications), ISBN 978-0-88202-010-5